# Список экорегионов Аргентины

Карта биомов неотропической зоны

Список экологических регионов Аргентины по классификации Всемирного фонда дикой природы (WWF), сгруппированный по основным биомам.
- Тропические и субтропические влажные широколиственные леса[англ.]
  - Араукариевые влажные леса NT0101
  - Атлантические леса Верхней Параны[англ.] NT0150
  - Южноандская юнга[англ.] NT0165

- Тропические и субтропические сухие широколиственные леса
  - Чако (экорегион)[исп.] NT0210

- Умеренные широколиственные и смешанные леса
  - Магеллановы леса NT0402
  - Вальдивские леса NT0404

- Тропические и субтропические злаковники, саванны и кустарники[англ.]
  - Сухой Чако[исп.] NT0701
  - Чакская горная саванна[исп.] NT0706
  - Влажный Чако[исп.] NT0708
  - Уругвайская саванна[англ.] NT0710

- Умеренные злаковники, саванны и кустарники[англ.]
  - Эспиналь[англ.] (es:Ecorregión terrestre espinal) NT0801
  - Монте[исп.] NT0802
  - Влажная пампа (es:Ecorregión terrestre pampas húmedas) NT0803
  - Патагонские злаковники[исп.] NT0804
  - Патагонская степь[исп.] NT0805
  - Сухая пампа[англ.] (es:Ecorregión terrestre pampas semiáridas) NT0806

- Заливные луга и саванны
  - Затопляемая саванна Параны[исп.] NT0908
  - Месопотамская саванна Южного конуса[исп.] NT0909

- Горные злаковники и кустарники
  - Центральноандская сухая пуна NT1001
  - Центральноандская пуна NT1002
  - Южноандская степь[англ.] NT1008

Рядом с названиями экорегионов указаны их коды-идентификаторы WWF.